# 卡拉滕克 (緬因州)
卡拉滕克（英語：Caratunk）是一個位於美國緬因州薩默塞特縣的鎮。

## 人口
根據2020年美國人口普查的數據，卡拉滕克的面積為143.15平方千米，當中陸地面積為135.46平方千米，而水域面積為7.69平方千米。當地共有人口81人，而人口密度為每平方千米1人。